# 脱硫

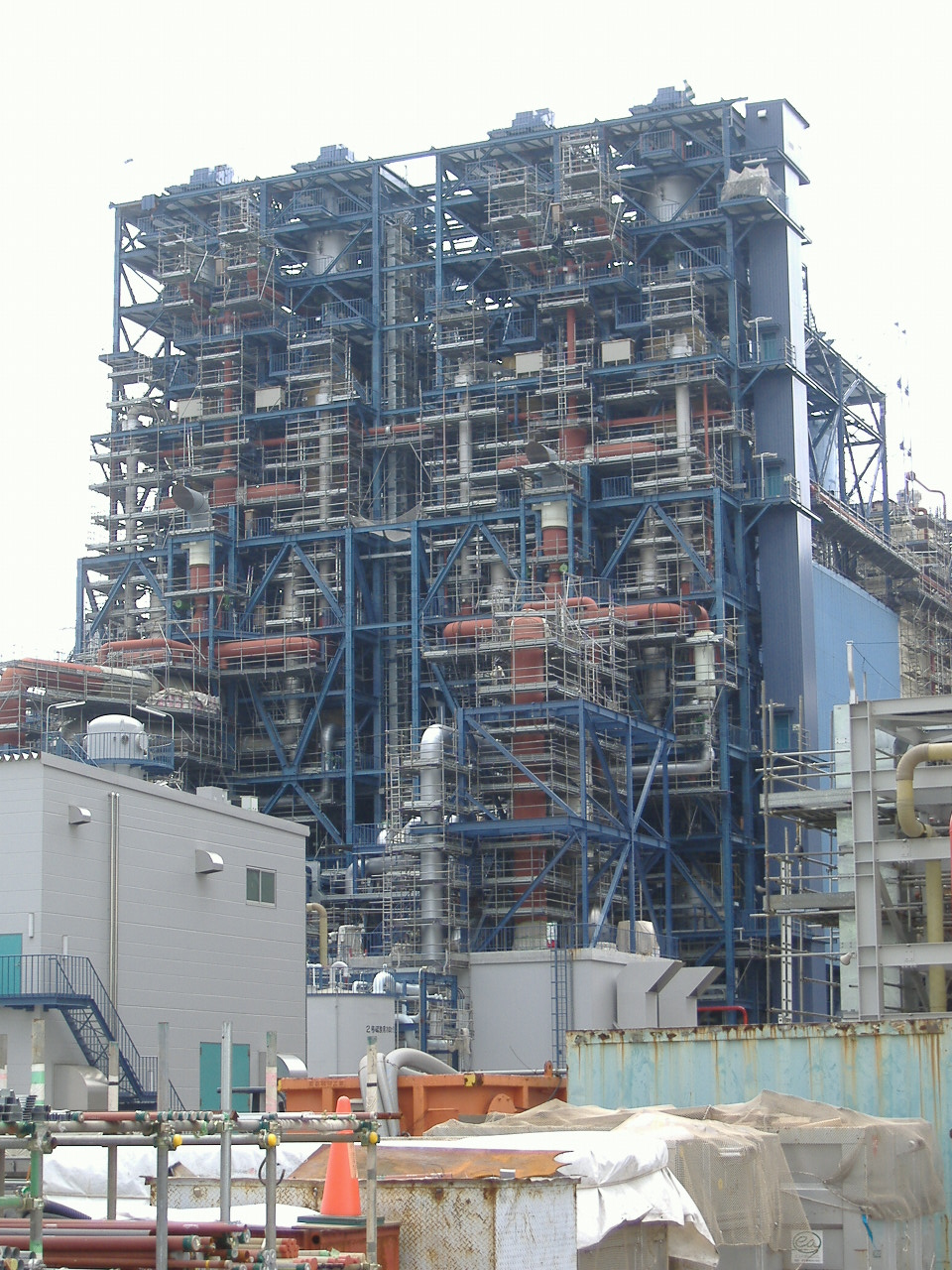
磯子火力発電所の脱硫装置

脱硫（だつりゅう、英語：desulfurization）とは、石油工業やガス工業において、原料や製品に含まれている有害作用を持つ硫黄分を除去することをいう。

## 概説
石油精製などにおける大型の脱硫設備として、水素化脱硫装置や各種触媒やアミン吸収を用いたプロセスが一般的である。さらに触媒による吸着によってppmレベルまで硫黄分を低減することを高深度脱硫、超深度脱硫などと呼ぶ。
燃料として使う場合、硫黄分を含んでいると燃焼時に硫黄酸化物を発生させ、機器部品の腐食や公害の原因となる。ガソリンエンジンなどの場合には硫黄分が多いと加鉛効果の低下がみられる。このため航空部門や船舶部門では排出ガス規制が進んでおり、超低硫黄軽油を含む低硫黄燃料の開発によって大気汚染物質の対策を行おうとしている。

## 方法
- 水素化脱硫 - 石油精製において脱硫を行うことで燃料から硫黄分を取り除く。

- 排煙脱硫 - 燃焼中、燃焼後の排ガスから硫黄分を取り除く。主にアルカリ性物質と中和させる湿式法が用いられる。

## SOx対応

### 影響
脱硫工程は、大気中に有害な硫黄酸化物（SOx）を放出させない点でも重要である。SOxは石油や石炭などの硫黄分が含まれる化石燃料が燃焼されたときに発生し、ぜんそくや酸性雨などに繋がる大気汚染の原因となる。

### 対策
- 燃料

まず燃料中の硫黄分を低減することが第一の対策である。石油の場合、低硫黄の原油の輸入、原油脱硫（燃料として使用する前の原油から化学的なプロセスにより硫黄を除去する方法）などが挙げられる。石炭についても、高硫黄の石炭から低硫黄の石炭への転換、燃焼前の石炭からの硫黄分の除去が行われた。

- 脱硫設備

硫黄酸化物を減らすための技術としては、水素化脱硫、高煙突化、重油脱硫、排煙脱硫などがある。石油の脱硫方法としては、悪臭の原因となるメルカプタンを酸化させ、においがしない二硫化物にするスイートニングがアルカリ処理と合わせる方法が古くから行われており、近頃ではほとんどすべてを除去する水素化脱硫が普及している。接触改質装置の前処理として、触媒毒となる硫黄化合物、窒素化合物、金属分の除去のためにも適用される。なお重質油の水素化脱硫法には、減圧軽油の間接脱硫法と残油の直接脱硫法がある。
新日本石油は分解ガソリンの水素化脱硫技術により、サルファーフリー（硫黄分10ppm以下）のハイオクガソリンを開発し平成17年度地球温暖化防止活動環境大臣表彰を受賞している。

## 歴史
日本において排煙脱硫装置の本格的な開発が始まったのは、公害問題が顕在化し始めた1960年代前半からで、大型火力発電所向けの排煙脱硫装置の開発が中心であった。現在、日本では排煙脱硫設備の設置も行き渡っているが、今後は中国や東南アジア地域でのニーズが拡大することが確実と見られている。